# Кормано
Кормано (итал. Cormano) — город в Италии, в провинции Милан области Ломбардия.
Население составляет 18 305 человек (на 2004 г.), плотность населения составляет 4497 чел./км². Занимает площадь 4 км². Почтовый индекс — 20032. Телефонный код — 02.
Покровителями коммуны почитаются святой апостол Пётр, празднование 7 апреля, и святитель Амвросий Медиоланский, празднование 7 декабря.